# نانا ماریوثر
نانا ماریوثر (به انگلیسی: Nana Meriwether) (زاده ۲۴ می ۱۹۸۵) مدل و ملکه زیبایی اهل آمریکا است.
او به نمایندگی از مریلند در مراسم ملکه زیبایی ایالات متحده آمریکا ۲۰۱۲ شرکت کرد و مقام اول را بعد از برنده اصلی کسب کرد اولیویا کالپو از رود آیلند برنده اصلی این مسابقه بود اما بعد از اینکه اولیویا برنده دوشیزه جهان ۲۰۱۲ شد مقام برنده را کسب نمود و ملکه زیبایی ایالات متحده آمریکا ۲۰۱۲ شد.